# NGC 2848
NGC 2848 este o emission-line galaxy⁠(d) situată în constelația Hidra. A fost descoperită în 31 decembrie 1785 de către William Herschel. Se află la o distanță de 20,61 de megaparseci de Pământ.